# Francisco José Tenreiro
Francisco José Tenreiro (Santo Tomé, 20 de enero de 1921 – Lisboa, 30 de diciembre de 1963) fue un geógrafo y poeta de Santo Tomé y Príncipe. Fue profesor en el Instituto de Ciências Sociais e Política Ultramarina, actual Instituto Superior de Ciências Sociais e Políticas (ISCSP) de la Universidad de Lisboa. En un tratado de 1961 detalla la Isla de Santo Tomé.

## Poemarios
- Ilha do Nome Santo, Coleção "Novo Cancioneiro", 1942
- Poesia Negra de Expressão Portuguesa, 1953
- Coração em África,1962.